# Comuna Pișceane, Zolotonoșa
Pișceane (în ucraineană Піщане) este o comună în raionul Zolotonoșa, regiunea Cerkasî, Ucraina, formată din satele Kovraiski Hutorî și Pișceane (reședința).

## Demografie
Componența lingvistică a comunei Pișceane
     Ucraineană (97,47%)
     Rusă (2,19%)
     Alte limbi (0,17%)
Conform recensământului din 2001, majoritatea populației comunei Pișceane era vorbitoare de ucraineană (97,47%), existând în minoritate și vorbitori de rusă (2,19%).